# NAACP Image Awards 2019
51. ročník předávání cen NAACP Image Awards organizací NAACP, se konal dne 22. března 2020. Ceny se předávaly v Pasadeně v Kalifornii. Poprvé ceremoniál vysílala stanice BET.

## Ocenění a nominace

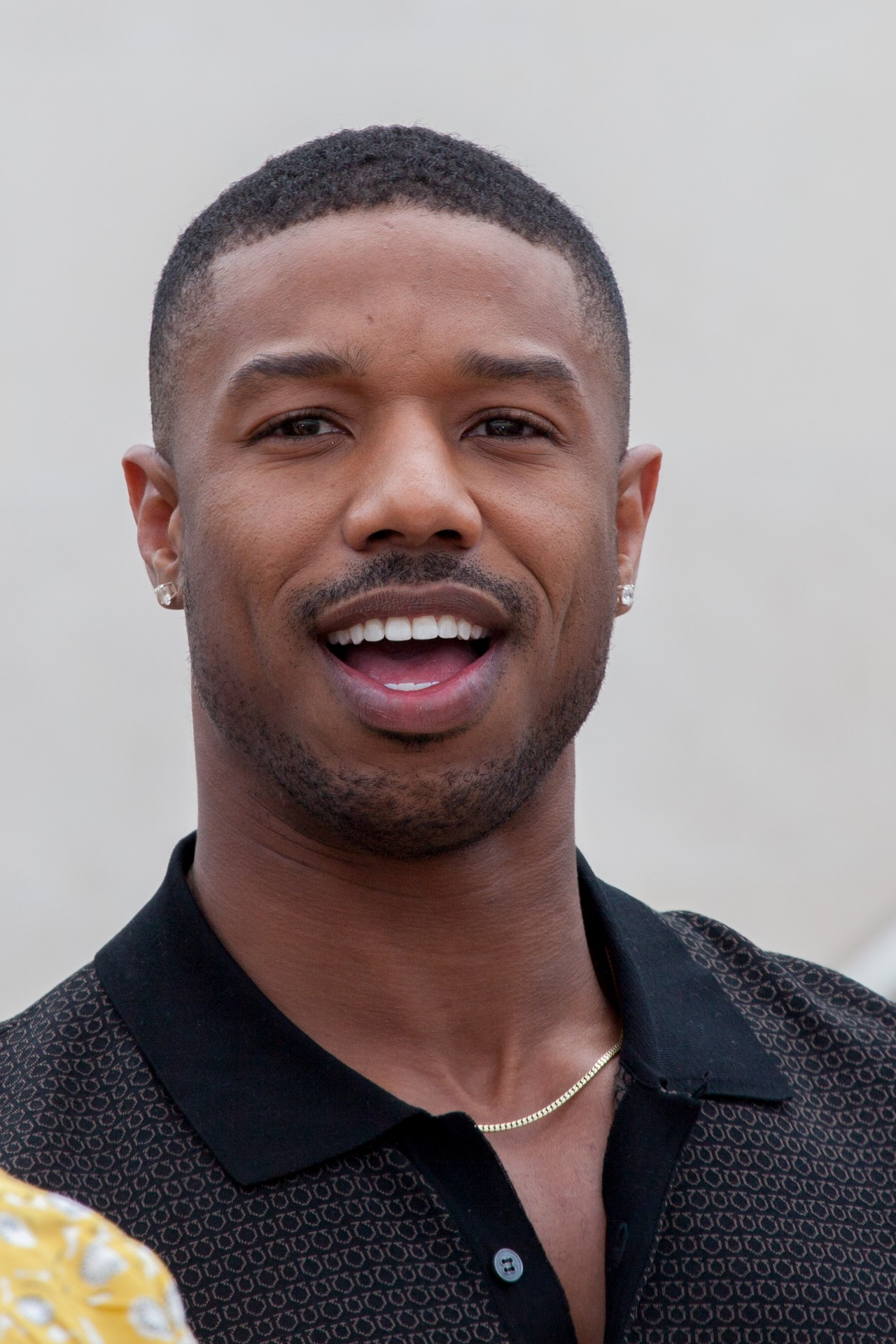
Michael B. Jordan, vítěz v kategorii nejlepší mužský herecký výkon v hlavní roli

### Film
| Nejlepší film | Nejlepší režie |
| --- | --- |
| Obhájce nevinných - Jmenuju se Dolemite - Harriet - Queen & Slim - My                                                                                               | Chiwetel Ejiofor – Chlapec, který spoutal vítr - Mati Diop – Atlantique - Reginald Hudlin – The Black Godfather - Kasi Lemmons – Harriet - Jordan Peele – My |
| Nejlepší mužský herecký výkon v hlavní roli | Nejlepší ženský herecký výkon v hlavní roli |
| Michael B. Jordan – Obhájce nevinných - Chadwick Boseman – 21 Bridges - Winston Duke – My - Daniel Kaluuya – Queen & Slim - Eddie Murphy – Jmenuju se Dolemite      | Lupita Nyong'o – My - Cynthia Erivo – Harriet - Naomie Harris – Black and Blue - Jodie Turner-Smith – Queen & Slim - Alfre Woodard – Clemency                |
| Nejlepší mužský herecký výkon ve vedlejší roli | Nejlepší ženský herecký výkon ve vedlejší roli |
| Jamie Foxx – Obhájce nevinných - Sterling K. Brown – Waves - Tituss Burgess – Jmenuju se Dolemite - Leslie Odom Jr. – Harriet - Wesley Snipes – Jmenuju se Dolemite | Marsai Martin – Little - Jennifer Lopez – Zlatokopky - Janelle Monáe – Harriet - Da'Vine Joy Randolph – Jmenuju se Dolemite - Octavia Spencer – Luce         |
| Nejlepší scénář | Nejlepší nezávislý film |
| Jordan Peele – My - Doug Atchison – Brian Banks - Chinonye Chukwu – Clemency - Destin Daniel Cretton – Obhájce nevinných - Kasi Lemmons – Harriet                   | Jmenuju se Dolemite - Clemency - Luce - Queen & Slim - Chlapec, který spoutal vítr                                                                           |

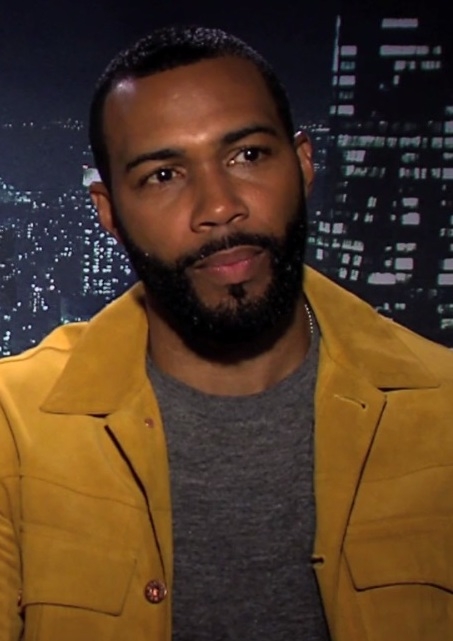
Omari Hardwick, vítěz v kategorii nejlepší mužský herecký výkon v hlavní roli (seriál–drama)

| Objev roku | Nejlepší obsazení |
| Marsai Martin – Little - Cynthia Erivo – Harriet - Shahadi Wright Joseph – My - Rob Morgan – Obhájce nevinných - Jodie Turner-Smith – Queen & Slim                  | Obhájce nevinných - Jmenuju se Dolemite - Harriet - Queen & Slim - My                                                                                        |

### Televize
| Nejlepší seriál | Nejlepší seriál |
| Drama | Komedie |
| --- | --- |
| Greenleaf - Godfather of Harlem - Queen Sugar - The Chi - Watchmen                                                                                               | Black-ish - Hráči - Drazí běloši - Grown-ish - The Neighborhood |
| TV film, mini-série, dramatický speciál | Dětský program |
| Když nás vidí - Americké dítě - Being Mary Jane - Syn černého lidu - Temný případ                                                                                | Rodinný sraz - Doktorka Plyšáková - Kevin Hart's Guide to Black History - Avengers - Sjednocení - Black Panther's Quest - Motown Magic |
| Nejlepší herecký výkon (drama) | |
| Nejlepší mužský herecký výkon v hlavní roli | Nejlepší ženský herecký výkon v hlavní roli |
| Omari Hardwick – Power - Sterling K. Brown – Tohle jsme my - Billy Porter – Pose - Kofi Siriboe – Queen Sugar - Forest Whitaker – Godfather of Harlem            | Angela Bassettová – Záchranáři L. A. - Viola Davis – Vražedná práva - Regina Kingová – Watchmen - Simone Missick – All Rise - Rutina Wesley – Queen Sugar |
| Nejlepší mužský herecký výkon ve vedlejší | Nejlepší ženský herecký výkon ve vedlejší roli |
| Harold Perrineau – Drápy - Giancarlo Esposito – Godfather of Harlem - Delroy Lindo – Dobrý boj - Wendell Pierce – Jack Ryan - Nigél Thatch – Godfather of Harlem | Lynn Whitfield – Greenleaf - Tina Lifford – Queen Sugar - CCH Pounder – Námořní vyšetřovací služba: New Orleans - Lyric Ross – Tohle jsme my - Susan Kelechi Watson – Tohle jsme my |
| Nejlepší herecký výkon (komedie) | |
| Nejlepší mužský herecký výkon v hlavní roli | Nejlepší ženský herecký výkon v hlavní roli |
| Anthony Anderson – Black-ish - Cedric the Entertainer – The Neighborhood - Don Cheadle – Černé pondělí - Dwayne Johnson – Hráči - Tracy Morgan – The Last O.G.   | Tracee Ellis Ross – Black-ish - Logan Browning – Drazí běloši - Tiffany Haddish – The Last O.G. - Jill Scott – First Wives Club - Yara Shahidi – Grown-ish |
| Nejlepší mužský herecký výkon ve vedlejší | Nejlepší ženský herecký výkon ve vedlejší roli |
| Deon Cole – Black-ish - Andre Braugher – Brooklyn 99 - Tituss Burgess – Nezdolná Kimmy Schmidt - Terry Crews – Brooklyn 99 - Laurence Fishburne – Black-ish      | Marsai Martin – Black-ish - Tichina Arnold – The Neighborhood - Halle Bailey – Grown-ish - Loretta Devine – Rodinný sraz - Regina Hall – Černé pondělí |
| Nejlepší herecký výkon (TV film, mini-série) | |
| Nejlepší mužský herecký výkon v hlavní roli | Nejlepší ženský herecký výkon v hlavní roli |
| Jharrel Jerome – Když nás vidí - Mahershala Ali – Temný případ - Idris Elba – Luther - Caleel Harris – Když nás vidí - Ethan Henry Herisse – Když nás vidí       | Niecy Nash – Když nás vidí - Aunjanue Ellis – Když nás vidí - Octavia Spencer – Truth Be Told - Gabrielle Union – Being Mary Jane - Kerry Washington – Americké dítě |
| Nejlepší mladý herec/mladá herečka (TV seriál, TV film, speciál nebo mini-série)                                                                                 | |
| Marsai Martin – Black-ish - Miles Brown – Black-ish - Lonnie Chavis – Tohle jsme my - Caleel Harris – Když nás vidí - Lyric Ross – Tohle jsme my                 | |
| Nejlepší herecký výkon v hostující roli (televizní seriál) | |
| Kelly Rowland – Americké dítě - David Alan Grier – Queen Sugar - Sanaa Lathan – Aféra - MAJOR. – Star - Blair Underwood – Drazí běloši                           | |
| Reality-show a zábavné pořady | |
| Nejlepší talk-show | Nejlepší reality-show |
| Red Table Talk - The Daily Show with Trevor Noah - The Real - The Shop: Uninteruppted - The Tamron Hall Show                                                     | Rhythm + Flow - Iyanla, napravte mi život - Bitva playbacků - Sunday Best - The Voice |
| Nejlepší zprávy (seriál nebo speciál) | Nejlepší moderátor |
| Unsung - Pushout: The Criminalization of Black Girls in Schools - Surviving R. Kelly - The Breakfast Club - Příběh boha s Morganem Freemanem                     | Jada Pinkett Smith – Red Table Talk - Whoopi Goldberg, Joy Behar, Sunny Hostin, Meghan McCain, Abby Huntsman a Ana Navarro – The View - Lester Holt – NBC Nightly News with Lester Holt - Trevor Noah – The Daily Show with Trevor Noah - Angela Rye – Young Gifted and Broke: A BET Town Hall |
| Nejlepší zábavný pořad nebo soutěžní pořad | Nejlepší moderátor reality, zábavné nebo soutěžní show |
| Homecoming: A Film by Beyoncé - Black Girls Rock! 2019 - Dave Chappelle: Sticks & Stones - Saturday Night Live - Wanda Sykes: Not Normal                         | Steve Harvey – Celebrity Family Feud - Wayne Brady – Let's Make a Deal - Regina Hall – 2019 BET Awards - LL Cool J – Bitva playbacků - Iyanla Vanzant – Iyanla, napravte mi život |

### Hudba
| Nejlepší nový umělec | Nejlepší zpěvák |
| --- | --- |
| Lil Nas X - Ari Lennox - Lucky Daye - Mahalia - Mykal Kilgore | Bruno Mars - Khalid - Lil Nas X - MAJOR. - PJ Morton |
| Nejlepší zpěvačka | Nejlepší duo, skupina nebo kolaborace |
| Beyoncé - Fantasia - H.E.R. - India.Arie - Lizzo | Blue Ivy, Saint Jhn, Beyoncé & Wizkid – "Brown Skin Girl" - Chris Brown feat. Drake – "No Guidance" - PJ Morton feat. JoJo – "Say So" - Ari Lennox & J. Cole – "Shea Butter Baby" - Alicia Keys a Miguel – "Show Me Love" |
| Nejlepší jazzové album | Nejlepší gospelové album |
| Jazzmeia Horn – Love & LiberationJust Mercy - David Sánchez – Carib - Najee – Center of the Heart - Nathan Mitchell – SoulMate - Vanessa Rubin – The Dream Is You: Vanessa Rubin Sings Tadd Dameron                        | Kirk Franklin – Love Theory - John P. Kee feat. Zacardi Cortez – I Made It Out - BeBe Winans feat. Korean Soul – Laughter - Donnie McClurkin – Not Yet - The Clark Sisters – Victory                                      |
| Nejlepší hudební video | Nejlepší píseň (tradiční) |
| Lizzo – "Juice" - H.E.R. – "Hard Place" - Chris Brown feat. Drake – "No Guidance" - India Arie – "Steady Love" - Khalid – "Talk"                                                                                           | Beyoncé – "Spirit" - Fantasia – "Enough" - Lizzo – "Jerome" - Cynthia Erivo – "Stand Up" - India Arie – "Steady Love" |
| Nejlepší píseň (současná) | Nejlepší album |
| Beyoncé – "Before I Let Go" - H.E.R. – "Hard Place" - Lizzo – "Juice" - Normani – "Motivation" - Khalid – "Talk" | Beyoncé – Homecoming: The Live Album - Lizzo – Cuz I Love You - H.E.R. – I Used to Know Her - Fantasia – Sketchbook - India Arie – Worthy                                                                                 |
| Nejlepší soundtrack | |
| Beyoncé a různí umělci – Lví král (The Lion King: The Gift) - Terence Blanchard – Harriet - Různí umělci – Queen & Slim - Různí umělci – Lví král (The Lion King: Original Motion Picture Soundtrack) - Michael Abels – My | |